# 東北財務局
東北財務局（日语：／ Tōhoku zaimukyoku */?）是日本宮城縣仙台市青葉区的財務省的地方支分部局。管轄東北6縣。

## 所轄事務所
- 東北財務局本局
  - 青森財務事務所
  - 盛岡財務事務所
  - 秋田財務事務所
  - 山形財務事務所
  - 福島財務事務所

## 外部連結
- 財務省東北財務局 （页面存档备份，存于）